# Sunrise (Washington)
Pour les articles homonymes, voir Sunrise.
Sunrise est une localité du comté de Pierce, dans le Washington, dans le nord-ouest des États-Unis. Protégée au sein du parc national du mont Rainier, elle offre un point de vue sur le mont Rainier. 
La plupart des bâtiments de Sunrise font partie du district historique de Sunrise, un district historique inscrit au Registre national des lieux historiques depuis le 13 mars 1991. Parmi eux, on recense un ancien lodge, un bloc sanitaire et une ancienne station-service, le Sunrise Lodge, la Sunrise Comfort Station S-005 et la Sunrise Service Station. Sont aussi des propriétés contributrices le Sunrise Visitor Center et les deux autres bâtiments qui relèvent du Yakima Park Stockade Group, un tout district historique quant à lui classé National Historic Landmark dès 1987. 
Plus à l'ouest se trouve un terrain de camping et la Sunrise Comfort Station S-310, laquelle est également inscrite au Registre national depuis le 13 mars 1991. La localité agit comme le point de départ de plusieurs sentiers de randonnée, parmi lesquels le Silver Forest Trail.